# Jakob Hinrichs
Jakob Hinrichs, né en 1977, est un illustrateur et auteur de bande dessinée allemand.

## Biographie
Basé à Berlin, Jakob Hinrichs partage son studio avec l'artiste et illustratrice Katia Fouquet.

## Publications

### Bande dessinée
- (fr) Hans Fallada - Vie et mort du buveur, Denoël Graphic - Sélection officielle du Festival d'Angoulême 2016.

### Illustration
- (en) A graphic cosmogony, Nobrow Press
- (de) Wladimir Majakowski : Der Fliegende Proletarier, Verlagshaus J. Frank